# Saposoa
Saposoa es una ciudad  peruana capital del distrito homónimo y a la vez de la provincia del Huallaga en el departamento de San Martín. Según el censo de 2007 tenía una población de 12 951 hab.

## Historia

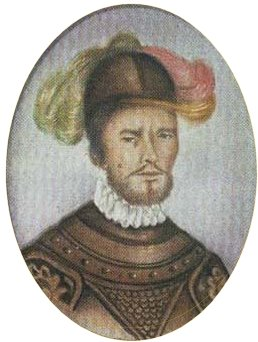
Capitán Pedro de Ursúa, fundador del primer pueblo de Saposoa.

Por 1552 y tras las sublevaciones que realizó en el Cuzco el capitán Francisco Hernández Girón, fue condenado a llevar a cabo una expedición a la región de los chunchos, tribu que poblaba la región del Marañón. Por aquellos años, en 1559, existía un gran interés por llegar a El Dorado, el País de la Canela o la región de los Marañones que se encontraba poblada por los omaguas. Fue así que partió el grupo con Pedro de Ursúa, Juan Vargas, Ortiz de Velasco, Lope de Aguirre y otros.
La ruta siguió el curso del riachuelo de Porotongo hasta su fin en el río Saposoa para acabar posteriormente en el Huallaga.
Un 3 de mayo de 1559 fue fundado por don Pedro de Ursúa, el poblado que según versiones se encontraba a tres días de distancia al norte de lo que hoy es la ciudad, a orillas de un lago  llamado «Santa Cruz», hoy conocido como Sapo Perdido, posición distante de la actual Saposoa.
Tiempo después este viejo poblado fue abandonado, según leyendas por culpa de un "encantamiento".
Algunos habitantes que escaparon de aquella "hechicería" y viajaron en balsas hacia el Sur hasta un valle conocido como Palmira donde permanecieron por algún tiempo. Luego abandonaron el paraje por la proliferación de la ronzapa y los tábanos.
A la sazón se trasladaron hacia la Cocha Grande, que les servía de collpa o baños y fue allí donde decidieron establecerse, fundando en 1668 la Villa Vereda de Santa Cruz de Saposoa en una ceremonia tras la cual designaron a las autoridades.

## Clima
| Parámetros climáticos promedio de Saposoa | Parámetros climáticos promedio de Saposoa | Parámetros climáticos promedio de Saposoa | Parámetros climáticos promedio de Saposoa | Parámetros climáticos promedio de Saposoa | Parámetros climáticos promedio de Saposoa | Parámetros climáticos promedio de Saposoa | Parámetros climáticos promedio de Saposoa | Parámetros climáticos promedio de Saposoa | Parámetros climáticos promedio de Saposoa | Parámetros climáticos promedio de Saposoa | Parámetros climáticos promedio de Saposoa | Parámetros climáticos promedio de Saposoa | Parámetros climáticos promedio de Saposoa |
| Mes                                       | Ene.                                      | Feb.                                      | Mar.                                      | Abr.                                      | May.                                      | Jun.                                      | Jul.                                      | Ago.                                      | Sep.                                      | Oct.                                      | Nov.                                      | Dic.                                      | Anual                                     |
| ----------------------------------------- | ----------------------------------------- | ----------------------------------------- | ----------------------------------------- | ----------------------------------------- | ----------------------------------------- | ----------------------------------------- | ----------------------------------------- | ----------------------------------------- | ----------------------------------------- | ----------------------------------------- | ----------------------------------------- | ----------------------------------------- | ----------------------------------------- |
| Temp. máx. media (°C)                     | 32.9                                      | 32.5                                      | 32.4                                      | 31.9                                      | 32.1                                      | 31.9                                      | 31.9                                      | 32.5                                      | 32.4                                      | 32.7                                      | 32.8                                      | 32.5                                      | 32.4                                      |
| Temp. media (°C)                          | 26.9                                      | 26.6                                      | 26.5                                      | 26.1                                      | 26.1                                      | 25.6                                      | 25.5                                      | 26                                        | 26.3                                      | 26.6                                      | 26.8                                      | 26.9                                      | 26.3                                      |
| Temp. mín. media (°C)                     | 21                                        | 20.7                                      | 20.6                                      | 20.4                                      | 20.1                                      | 19.3                                      | 19.1                                      | 19.5                                      | 20.3                                      | 20.5                                      | 20.8                                      | 21.3                                      | 20.3                                      |
| Fuente: climate-data.org                  |                                           |                                           |                                           |                                           |                                           |                                           |                                           |                                           |                                           |                                           |                                           |                                           |                                           |